# Vivian Ogu
Vivian Uchechi Ogu (ur. 1 kwietnia 1995 w Beninie w stanie Edu, zm. 15 listopada 2009) – nigeryjska działaczka chrześcijańska, Służebnica Boża Kościoła katolickiego.

## Życiorys
Urodziła się 1 kwietnia 1995 roku w Beninie jako druga z czworga dzieci Petera Ogu. Była związana z parafią St. Paul's Catholic Church Benin City. Należała do Katolickiej Odnowy Charyzmatycznej, a także była członkinią chóru dziecięcego. Pistowała również funkcję przewodniczącej Stowarzyszenia Świętego Dzieciństwa (Holy Childhood Association) na terenie tejże parafii. 
Brała udział w różnych wydarzeniach organizowanych przez parafię jak coroczne obchody Dnia Dziecka oraz Doroczny Dzień Misyjny Dzieci czy kolędowanie. Angażowała się w akcje zbierania funduszy na wsparcie ubogich dzieci w centralnym szpitalu w Beninie, a także organizowała wizyty w domu dziecka.
Uczęszczała do Greater Tomorrow Secondary School. W szkole należał do grupy międzywyznaniowej, gdzie aż do śmierci pełniła funkcję zastępcy liderki modlitwy.
Według ks. Stephena Dumbiri, Ogu odegrała znaczącą rolę w corocznych spotkaniach Teen Camp, które rozpoczęły się w 2007 roku. W trakcie tych spotkań zachęcała młodych ludzi do aktywnego udziału w niedzielnej eucharystii.
Wzorem i inspiracją była dla niej postać św. Marii Goretti.

### Śmierć
15 listopada 2009 roku po porannej mszy świętej i katechezie, zachęcała koleżanki do rywalizowania w czystości i nieuleganiu przemocy czy niemoralności. Tego samego dnia, wieczorem została siłą uprowadzona ze swojego rodzinnego domu przez trzech uzbrojonych mężczyzn. Razem z nią została uprowadzona także jej starsza siostra. Lider napastników uzbrojony był w strzelbę, zaś dwaj pozostali porywacze w siekiery. W buszu, sprawcy rozdzielili obie siostry, a Vivian została zabrana przez lidera grupy i jednego z jego towarzyszy. W tym czasie miała krzyczeć do znajdującej się w pobliżu – siostry, aby nie pozwoliła im [na gwałt], nawet jeśli oznacza to śmierć. Sama Vivian natomiast stawiała opór przed gwałtem, mimo iż sprawcy dali jej do zrozumienia, że odmowa oznacza śmierć. W związku z oporem została postrzelona przez sprawców i porzucona w buszu. Wystrzał rozproszył trzeciego z porywaczy i umożliwił ucieczkę oraz ukrycie się jej siostrze. 
Ciało Ogu, jej rodzice odnaleźli dopiero następnego dnia w związku z tym, iż jej siostra na skutek szoku nie umiała wskazać miejsca postrzelenia Vivian.

## Upamiętnienie
W miejscu, gdzie zginęła Vivian Ogu ustawiono pomnik w formie groty z jej wizerunkiem. W trakcie uroczystości poświęcenia tego terenu, było obecnych trzydziestu dwóch biskupów, 138 księży, 131 wielebnych sióstr, 42 katechistów i 2785 delegatów. Utworzono tam Centrum Animacji Misyjnej Vivian Ogu, będące obiektem pielgrzymek.
Jest patronką ulicy w Beninie w pobliżu miejsca, gdzie zginęła. 17 września 2019 roku rząd stanu Edo uruchomił Centrum referencyjne dla ofiar przemocy na tle seksualnym im. Vivian Ogu. 
W 2014 roku w Beninie, abp Augustine Obiora Akubeze zainicjował powstanie Ruchu Vivian Ogu.
W maju 2023 roku abp Akubeze zatwierdził Christianę Marinelli, na postulatorkę sprawy Vivian Ogu, a 12 września 2023 roku, abp Akubeze otrzymał Suplex Libellius wydany przez Kongregację ds. Kanonizacyjnych. 14 września Konferencja Biskupów Katolickich Nigerii wyraziła zgodę na otwarcie procesu jej beatyfikacji i kanonizacji.
7 października 2023 roku arcybiskup metropolita Benin City Augustine Akubeze odczytał w archikatedrze Krzyża Świętego, edykt w sprawie beatyfikacji i kanonizacji Sługi Bożego Vivian Ogu.